# Chefe de Justiça da Suprema Corte da Nigéria
O Chefe de Justiça da Suprema Corte da República Federal da Nigéria é o chefe do Poder Judiciário do Governo da Nigéria, e preside a Suprema Corte do país. O atual Chefe de Justiça é Legbo Idris Kutigi.

## Lista dos últimos Chefes de Justiça
| Chefe de Justiça              | Mandato       |
| ----------------------------- | ------------- |
| Sir Edwin Speed               | 1914–1918     |
| Sir Ralph Combe               | 1918–1929     |
| Donald Kingdon                | 1929–1946     |
| Sir John Verity               | 1946–1954     |
| Sir Stafford Sutton           | 1955–1958     |
| Sir Adetokunbo Ademola        | 1958–1972     |
| Taslim Olawale Elias          | 1972–1975     |
| Darnley Arthur Alexander      | 1975–1979     |
| Atanda Fatai Williams         | 1979–1983     |
| George Sodeinde Sowemimo      | 1983–1985     |
| Ayo Gabriel Irikefe           | 1985–1987     |
| Mohammed Bello                | 1987–1995     |
| Muhammad Lawal Uwais          | 1995–2006     |
| Salihu Moddibo Alfa Belgore   | 2006–2007     |
| Idris Legbo Kutigi            | 2007–2009     |
| Aloysius Iyorgyer Katsina-Alu | 2009–2011     |
| Dahiru Musdapher              | 2011–2012     |
| Aloma Mariam Mukhtar          | 2012–2014     |
| Mahmud Mohammed               | 2014–2016     |
| Walter Samuel Nkanu Onnoghen  | 2017–2019     |
| Ibrahim Tanko Muhammad        | 2019–presente |